# Міжконтинентальний кубок з футболу 1991
Міжконтинентальний кубок з футболу 1991 — 30-й розіграш Міжконтинентального кубка. У матчі зіграли переможець Кубка європейських чемпіонів 1990—1991 югославська «Црвена Звезда» та переможець Кубка Лібертадорес 1991 чилійський «Коло-Коло». Гра відбулася на стадіоні Національному стадіоні у Токіо 8 грудня 1991 року. За підсумками гри титул володаря Міжконтинентального кубка вперше здобула «Црвена Звезда».

## Команди
| Команда       | Кваліфікація                                      | Попередні участі* |
| ------------- | ------------------------------------------------- | ----------------- |
| Црвена Звезда | переможець Кубка європейських чемпіонів 1990—1991 | -                 |
| Коло-Коло     | переможець Кубка Лібертадорес 1991                | -                 |

* жирним позначено переможні роки.

## Матч
| 8 грудня 1991 |

| Црвена Звезда               | 3:0      | Коло-Коло |
| --------------------------- | -------- | --------- |
| Югович 19', 58', Панчев 72' | Протокол |           |

| Національний стадіон, Токіо Глядачів: 60 000 Арбітр: Курт Ретлісбергер |

| Црвена Звезда | Коло-Коло |

| В               |  | Звонко Мілоєвич   |     |
| З               |  | Душко Радинович   |     |
| З               |  | Горан Василєвич   | 49' |
| З               |  | Міодраг Белодедич |     |
| З               |  | Ілія Найдоський   |     |
| З               |  | Синиша Михайлович | 46' |
| ПЗ              |  | Влада Стошич      |     |
| ПЗ              |  | Владімір Югович   |     |
| ПЗ              |  | Мілорад Раткович  |     |
| ПЗ              |  | Деян Савичевич    | 42' |
| Н               |  | Дарко Панчев      |     |
| Тренер:         |  |                   |     |
| Владиця Попович |  |                   |     |

| В           |  | Даніель Морон        |     |     |
| З           |  | Лісардо Гаррідо      |     |     |
| З           |  | Хав'єр Маргас        |     |     |
| З           |  | Мігель Рамірес       | 42' | 60' |
| З           |  | Агустін Салватієрра  |     | 65' |
| ПЗ          |  | Габріел Мендоса      |     |     |
| ПЗ          |  | Едуардо Вілчес       |     |     |
| ПЗ          |  | Марсело Бартіксіотто |     |     |
| ПЗ          |  | Хайме Пісарро        |     |     |
| Н           |  | Патрісіо Яньєс       |     |     |
| Н           |  | Рубен Мартінес       |     |     |
| Запасні:    |  |                      |     |     |
| В           |  | Марсело Рамірес      |     |     |
| ПЗ          |  | Рауль Орменьйо       |     |     |
| Н           |  | Уго Рубіо            |     | 60' |
| Н           |  | Луїс Перес Рамірес   |     |     |
| Н           |  | Рікардо Дабровскі    |     | 65' |
| Тренер:     |  |                      |     |     |
| Мірко Йозич |  |                      |     |     |